# Писма немачком пријатељу
„Писма немачком пријатељу” је југословенски ТВ филм из 1981. године. Режирала га је Нађа Јањетовић а сценарио су написали Стојан Вучићевић  и Нађа Јањетовић по делу Албер Камија.

## Улоге
| Глумац      | Улога      |
| ----------- | ---------- |
| Милош Жутић | Албер Ками |